# Shining Ark
Shining Ark è un videogioco RPG sviluppato e pubblicato da SEGA per PlayStation Portable, uscito solo in Giappone il 28 febbraio 2013.

## Personaggi
- Fried Karim
- Panis Angelicus
- Shannon Milfy
- Zynga Varga
- Kilmaria Aideen
- α-DAM(Adam)
- Viola
- Velvet Batrass
- Levin Williams
- Bucchus Bacchanale